# Aardbeibloesemkever
De aardbeibloesemkever (Anthonomus rubi) is een keversoort uit de familie snuitkevers (Curculionidae) die inheems is in Europa. De soort wordt ook wel frambozenbloesemkever, frambozensnuittor, frambozensnuitkever of braambloesemsnuittor genoemd.

## Uiterlijke kenmerken
De aardbeibloesemkever is twee tot vier millimeter lang. De kever is zwart of zwartbruin, met grijze glanzende dekschilden. Het scutellum is opvallend wit. De antennes zijn donker roodbruin en hebben knotsvormige uiteinden.

## Leefwijze
De aardbeibloesemkever voedt zich in de lente met stuifmeel van aardbei (Fragaria) en framboos (Rubus idaeus). Minder vaak is de kever ook op bloemen van andere planten uit het geslacht Rubus te vinden, alsook op rozen en nagelkruid.
Het vrouwtje boort voor elk ei een gat in de knop van de waardplant en zet hier een enkel ei af. Vervolgens knaagt zij de stengel van de knop deels door, zodat deze verdort en uiteindelijk op de grond valt. De larve voedt zich met het plantmateriaal en verpopt zich vervolgens in de knop. Na de verpopping voedt de kever zich met bloembladen van zijn waardplanten. Na korte tijd gaat hij in een zomerslaap en een aansluitende winterslaap.